# Yoshiaki Masuo
Yoshiaki Masuo (Japans 増尾 好秋, Masuo Yoshiaki, (Nakano (Tokio), 12 oktober 1946) is een Japanse fusion- en jazzgitarist.
Yoshiaki Masuo werkte vanaf de late jaren 60 met o.a. Terumasa Hino, Nobuo Hara en Sadao Watanabe. In 1969 kwam zijn debuutalbum Winds of Barcelona uit, waaraan o.m. Hideo Miyata, Nobuhiro Suzuki, Kazuo Yashiro, Kiyoshi Sugimoto, Yoshio "Chin" Suzuki en Fumio Watanabe meewerkten.
In de jaren erop speelde hij o.a. met Takehiro Honda, Jean Luc Ponty/Masahiko Satoh, Masabumi Kikuchi, Richie Beirach en, tijdens een verblijf in New York, met Elvin Jones, Sonny Rollins, Mike Nock, Monty Waters, Chuck Loeb en Bob Mover. Hij speelde in New York ook in de band Manhattan Blaze (met Eddie Henderson, John Stubblefield, Joe Chambers, Hilton Ruiz, Alex Blake, Idris Muhammad en Ray Mantilla).
Hij maakte tot 1996 in Japan en Amerika een reeks albums onder eigen naam, met gastmusici als Russel Blake, Randy Brecker, Ron Carter, Bob Cranshaw, Kenny Drew junior, Steve Gadd, Eric Gale, Larry Goldings, Gil Goldstein, Dave Grusin, Jan Hammer, Kenny Kirkland, Will Lee en Grady Tate. In de jazz werkte hij tussen 1968 en 2009 mee aan 48 opnamesessies. Tot 2008 had hij in New York tevens een opnamestudio.